# Susanne Blech

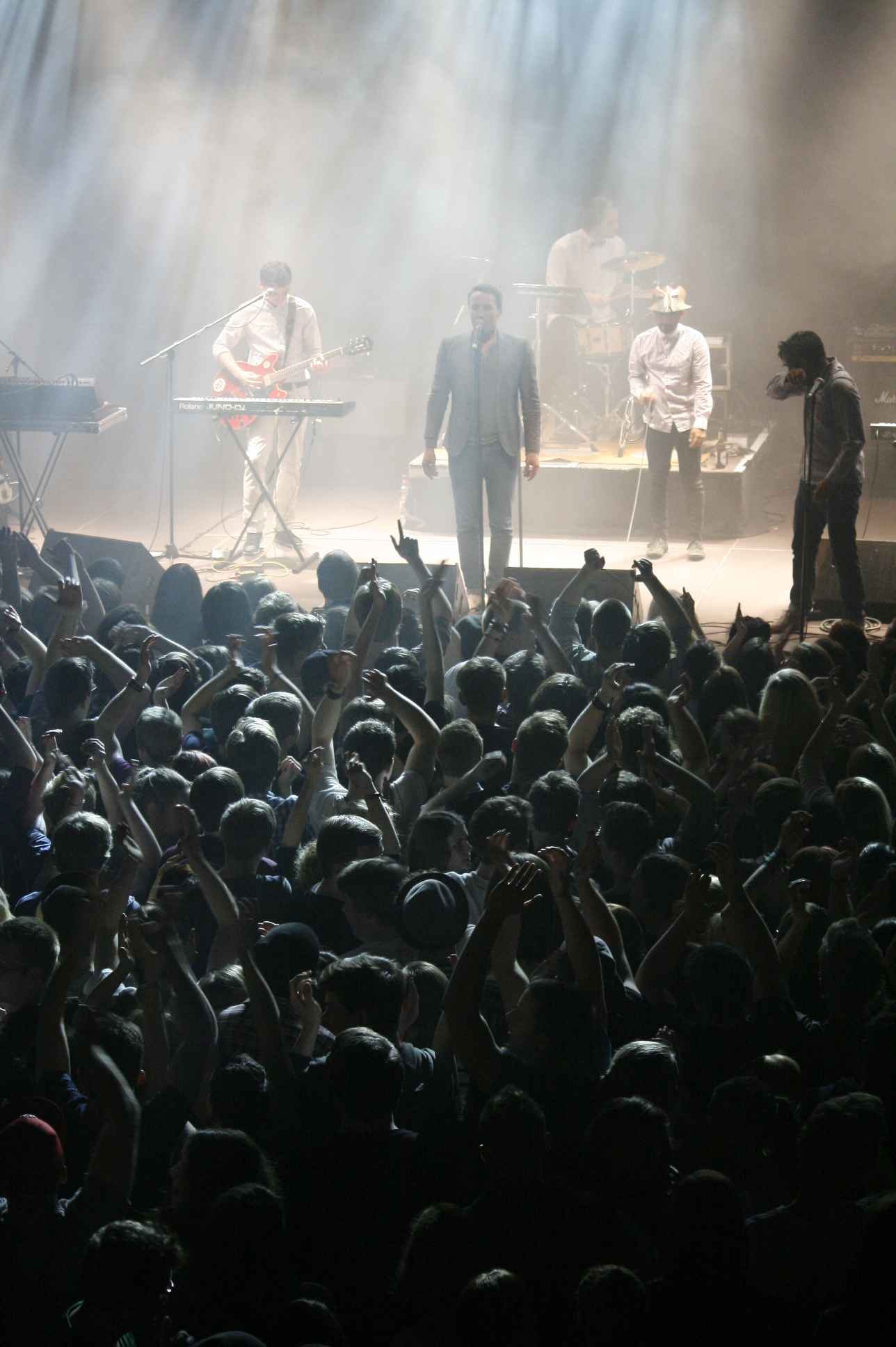
Susanne Blech live in Dortmund am
27. April 2012

Susanne Blech ist eine Band des Musikers und Autors Timon Karl Kaleyta.

## Bandgeschichte
Nachdem der Hamburger Produzent Matthias Arfmann (u. a. Beginner, Jan Delay, Blumfeld, Goldene Zitronen) 2002 durch den Song Neuzeit auf das Projekt von Kaleyta und Maier aufmerksam geworden war, unterschrieben sie einen Vertrag bei A-Jugend/Motor Music, und im Jahr 2004 erschien der im Turtle Bay Country Club in Hamburg produzierte Song Lass mich durch ich muss nach Kairo auf dem Sampler Love Factory. Ihr Debüt-Album Deutsche Renaissance – Ein Kanon erschien 2008 auf Z-Muzic.
2010 wurde die Band Teil der VW Sound Foundation und gehörte 2012 zur 16. Förderrunde der Initiative Musik.
Im Januar 2012 erschien mit Triumph der Maschine das zweite Studio-Album. Die Platte featuret die Berliner Band Egotronic sowie den Saxophonisten Klaus Fiehe. Im November 2012 wurden Susanne Blech für den popUP NRW-Preis nominiert. Januar 2013 unterschrieben Susanne Blech bei Four Artists Booking und spielten in der Folge Support für die Fantastischen Vier und die Toten Hosen. Im Juli 2013 erschien die Single Helmut Kohl, die einen Remix von Scooter beinhaltet.
Im Mai 2014 erschien das dritte Studioalbum Welt Verhindern. Mehrere Songs darauf entstanden unter Mitwirkung des Schriftstellers Benjamin von Stuckrad-Barre und des ehemaligen Snap!-Rappers Turbo B.
Im August 2018 erschien das vierte Studioalbum Ragazzi Di Vita.
2021 erscheint in Kooperation von Z-Muzic mit dem Künstler Gregor Hildebrandt das Mini-Album Die Innere Sicherheit.

## Stil
Kritiker halten der Band bisweilen eine zu hohe bzw. zu kryptische Textdichte vor. So schrieb die Intro 2012 über Triumph der Maschine: „Spitzensounds für den modernen Dancefloor mit einfach zu viel Text.“
In der Frankfurter Allgemeinen Sonntagszeitung schrieb Harald Staun 2014: „Der Sound (...) liegt irgendwo zwischen Eurodance und deutschem Hip-Hop, wobei Kaleyta nichts dagegen hat, in die Schublade 'Elektropop' gesteckt zu werden, und zwar schon deshalb, weil das Nicht-in-die-Schublade-gesteckt-werden-Wollen schon der Beginn zutiefst verachteter künstlerischer Prätention ist.“
In der Süddeutschen Zeitung schrieb Peter Richter 2018: „Machte das frenetische Toben auf „Deutsche Renaissance“, „Triumph der Maschinen“, selbst auf „Welt verhindern“ mit seinen Meisterwerken „Wir werden alle nicht Ernst Jünger“ und „Die Katzen von Beate Zschäpe“ wirkungsästhetisch noch oft den Eindruck von direkt mit dem Zeigefinger in die Frontzähne des Hörers gerubbeltem Speed, ist „Ragazzi Di Vita“ klar ein Werk der Reife. Aber auch diese Susanne-Blech-Platte lebt ganz von Timon Karl Kaleytas Kunst des dringlichen Skandierens unverbrauchter Wortkombinationen.“

## Nebenprojekte
Sebastian Maier fungierte als Co-Produzent bei der 2006 auf der Deutschen Grammophon veröffentlichten Platte ReComposed by M. Arfmann und ist musikalischer Leiter der Street-Art-Show Urbanatix. Unter dem Pseudonym Sola Plexus ist er gemeinsam mit Jamiro Vanta verantwortlich für Remixe u. a. von Medina, Egotronic und Mega! Mega!.
2011 gründeten Timon Karl Kaleyta u. a. in Düsseldorf das Institut für Zeitgenossenschaft IFZ. Das IFZ setzte 2012 im Museum Kunstpalast die Installation Die 100 Wichtigsten Dinge um; 2013 folgte eine Ausstellung in Kooperation mit dem Künstler Horst Wackerbarth. Das Projekt erschien 2016 bei Hatje Cantz in Buchform und wurde im Rahmen der Frankfurter Buchmesse mit dem Beauty and the Book Award ausgezeichnet. Als Gastautoren beteiligten sich Katja Eichinger, Rafael Horzon, Sophie Hunger, Daniel Kehlmann, Markus Lüpertz, Peter Richter, Claudius Seidl, Christiane Stenger, Lisa Gotto, Volker Panzer, Samira El Ouassil, Saša Stanišić, Tom Kummer, Ulf Poschardt, Nils Minkmar.
2021 erschien im Piper Verlag unter dem Titel Die Geschichte eines einfachen Mannes Timon Karl Kaleytas Romandebüt, das unter anderem die Geschichte der Band beschreibt.

## Diskografie

### EPs
- 2006: Musik für Tiere
- 2021: Die Innere Sicherheit

### Alben
- 2008: Deutsche Renaissance – Ein Kanon (Z-Muzic)
- 2012: Triumph der Maschine (Z-Muzic / Broken Silence)
- 2014: Welt Verhindern (Z-Muzic / Sony ATV)
- 2018: Ragazzi Di Vita (Rasant / Z-Muzic)

## Belege
1. ↑  Susanne Blech – Popmusikförderung für NRW. Abgerufen am 28. Dezember 2020.
2. 1 2 3 4  Z-MUZIC - Label/Artists - Susanne Blech. Abgerufen am 28. Dezember 2020.
3. ↑  Daniel vom Bruch: Susanne Blech kommt bei Juroren an. In: Westdeutsche Allgemeine Zeitung. Funke Mediengruppe, 15. September 2010, abgerufen am 28. Dezember 2020.
4. ↑  Seite mit den nominierten Künstlern, hier online; abgerufen am 17. Dezember 2020.
5. ↑  Mitteilung auf der Homepage von Musik Woche, hier online; abgerufen am 17. Dezember 2020.
6. 1 2  Artikel über Timon Karl Kaleyta bei RP Online, hier online; abgerufen am 6. März 2017.
7. ↑  Artikel über Susanne Blech auf RP Online, hier online; abgerufen am 6. März 2017.
8. ↑  Mitteilung auf der Seite von Broken Silence, hier online; abgerufen am 6. März 2017.
9. 1 2  Harald Staun: Definitely Maybe. Die Ruhrpott-Band Susanne Blech rettet den Protestsong und bringt die Indifferenz zum Tanzen. In: Frankfurter Allgemeine Sonntagszeitung. 11. Mai 2014 (Nr. 19), S. 42.
10. ↑  Max Scharnigg: Rigoros. Eine rattenscharfe neue Band namens: "Susanne Blech". In: Süddeutsche Zeitung. 19. Mai 2014 (Nr. 114), S. 10.
11. ↑  Sebastian Gierke: Im Plattenkabinett: Mariah Carey und Susanne Blech. Abgerufen am 28. Dezember 2020.
12. ↑  Lars-Oliver Christoph: Susanne Blechs Vierte: Partisanen, Schumi, Werkbänke. 19. September 2018, abgerufen am 28. Dezember 2020 (deutsch).
13. ↑  Album-Kritik in der Intro, hier online (Memento vom 7. März 2017 im Internet Archive); abgerufen am 6. März 2017.
14. ↑  Süddeutsche Zeitung: Über Sprünge. Abgerufen am 18. Dezember 2020.
15. ↑  Peter Richter: Über Sprünge. In: Süddeutsche Zeitung. 15./16. Dezember 2018 (Nr. 289), S. 17.
16. ↑  Informationen der Deutschen Grammophon, hier online; abgerufen am 28. Dezember 2020.
17. ↑  Angaben zu Maier auf der Seite von Urbanatix, hier online; abgerufen am 6. März 2017.
18. ↑  Medina (6) - Execute Me. Abgerufen am 28. Dezember 2020.
19. ↑  Egotronic - Rannte der Sonne hinterher. In: AUDIOLITH. Abgerufen am 28. Dezember 2020 (deutsch).
20. ↑  Informationen des IFZ, hier online; abgerufen am 6. März 2017.
21. ↑  Informationen des IFZ, hier online; abgerufen am 6. März 2017.
22. ↑  Rezension bei RP Online, hier online; abgerufen am 6. März 2017.
23. ↑  "100 wichtigste Dinge" sind am schönsten. Abgerufen am 28. Dezember 2020.
24. ↑  Timon Karl Kaleyta, Tilman Ezra Mühlenberg, Martin Martin Schlesinger, Samira El Ouassil, mit Fotografien von Mischa Lorenz: Die 100 wichtigsten Dinge. Hantje Cantz, Ostfildern 2016, ISBN 978-3-7757-4114-9.
25. ↑  Rezension des Kunstmagazins art, hier online (Memento vom 7. März 2017 im Internet Archive); abgerufen am 6. März 2017.
26. ↑  Informationen des Verlags, hier online; abgerufen am 6. März 2017.
27. ↑  Informationen des IFZ, hier online; abgerufen am 6. März 2017.
28. ↑  Rezension bei Spiegel Online, hier online; abgerufen am 6. März 2017.
29. ↑  Rezension bei Zeit Online, hier online; abgerufen am 6. März 2017.
30. ↑  Die Geschichte eines einfachen Mannes. Abgerufen am 25. November 2020.